# 張國溶 (光緒進士)
张国溶（1879年—1943年），字海若，湖北蒲圻（今赤壁市）人。清朝及中华民国政治人物。张国淦的弟弟。

## 生平
张国溶小时候随父亲住在安徽芜湖。1902年，他和哥哥张国淦于同科中举。1904年，张国溶中进士，授翰林院编修。不久奉旨留学日本法政大学。1908年，他归国回到湖北，出任汉口商业学堂学监。1909年，湖北谘议局成立，他任副议长。任内，他和议长汤化龙等人发起成立了汉口宪政同志会，他任副会长。在国会请愿运动中，他积极联络君宪派人士发动各省派代表三次到北京请愿，他也亲自参加请愿。
武汉革命即将爆发前夕，他经陶德琨介绍，和革命领导人刘公进行了商议。1911年武昌起义爆发后，湖北军政府成立，他任政事部编制局局长。后来该局升为部，他任部长。南京临时参议院成立后，他曾经和马鸣骞受汤化龙委派充任代表，但因为遭到反对而未出席。后来他到北京，任礼制馆评议员。他还曾任宪法研究会委员、国会众议院议员、政事堂参议。1914年，袁世凯解散了民元国会，召开约法会议，他任约法会议议员。他获授中大夫、二等嘉禾章。1919年五四运动后，他脱离了政界，在北京通过卖书画为生。
抗日战争期间，日本方面拟请他任要职，他遂在报纸上刊登自己的讣告和遗照，诈称死亡，以避开日本方面的邀请。
1943年，张国溶病逝。